# 大さん橋
大さん橋（おおさんばし）は、神奈川県横浜市中区にある横浜港の港湾施設。平仮名混じりの「大さん橋」が正式な表記である。

## 概要
1894年（明治27年）に完成した鉄桟橋を前身とし、「税関桟橋」「横浜桟橋」「山下町桟橋」等の様々な名称があったが、その後、「大桟橋」に落ち着いた。その他、太平洋戦争後連合軍に接収されていた間は「サウスピア」と呼ばれ、明治の末頃から1970年頃までは「メリケン波止場」とも呼ばれていた。前身施設は名実ともに桟橋であったが、2002年（平成14年）に完成した現在の大さん橋は構造的には桟橋ではなく岸壁である。
横浜港大さん橋ふ頭および横浜港大さん橋国際客船ターミナルにより構成され、横浜港における国内および外国航路の客船の主要発着埠頭である。横浜港の象徴的存在であると同時に、横浜市や横浜港における主要観光地としても知られている。
日本郵船の子会社・郵船クルーズのクルーズ客船である「飛鳥II」は横浜港が船籍港（母港）であり、大さん橋を拠点としている。また、横浜港周遊船であった「ロイヤルウイング」や東海汽船による伊豆諸島への離島旅客航路も持っている。

## 歴史と趨勢

海上から見る大さん橋ふ頭

### 横浜開港から大桟橋建設まで
横浜港は幕末の1859年（安政6年）に開港して以来、急増する貨物量に対し、イギリス波止場（後の「象の鼻」波止場と呼ばれる）やフランス波止場と呼ばれる艀荷役に必要な小規模の船溜まりこそあったものの、直接岸壁に接岸し荷役を行える施設がなかった。
増加一途の貨物量は、艀荷役だけでは対応しきれなくなり、接岸荷役を可能にする近代埠頭の必要性が高まっていった。艀荷役は、慢性的な埠頭不足により、海上コンテナ輸送への質的転換まで長く続き、まずは近代国家に相応しい埠頭を建設することが当時の早急の課題とされた。
明治維新直後から井上馨大蔵大輔や、神奈川県知事からの要請により、1870年に工部省お雇い外国人の英国人技師リチャード・ブラントンによる横浜築港桟橋計画の提案や、1874年には内務省お雇い外国人オランダ人技師ファン・ドールンにより築港計画提案に至り、大隈重信大蔵卿からも接岸荷役体制に向けた築港計画が上申され、多くの要望があったが、実現できなかった。また当時、既に東京港建設の機運があり、品川沖に築港する案もあったが、横浜市からの反対や財政難によりこれも実現しなかった。
横浜開港から27年が経過した1886年になり、機運はいよいよ高まり、内務省からオランダ人技師デ・リーケへの設計要請や、神奈川県よりイギリス陸軍大佐であり技官であったヘンリー・スペンサー・パーマーへの設計要請となった。しかし両者の設計案は、明治政府内でも議論が拮抗し、さらに政府内ではその上位案件として、東京港建設と横浜港建設のどちらを先行させるかといった議論が深まっていた。
外務大臣になっていた大隈重信は、横浜港建設を強く進言し、さらにパーマーがイギリス帝国『タイムズ』記者を兼職して同紙上で日本を好意的に報道した実績や、不平等条約改正に向けた日英同盟への動きと相交じり、正式にパーマーの横浜港築港案が採択された。さらに下関砲撃事件での賠償のうち、アメリカ合衆国へ支払った賠償金が、1883年にグラント大統領およびアメリカ合衆国議会承認より、日本への償還が承認されており、償還賠償金785,000ドルを充当させることで資金的目処も整った。
この時期に横浜築港が正式決定されたことが、後年の横浜港や横浜市の発展に繋がる決定的瞬間であったともいえる。
こうして1889年に横浜築港第一期工事が始まり、接岸荷役が可能な埠頭の建設が始まった。しかし基礎に必要な螺旋杭は、日本の工場からは供給できなかったため、大量の螺旋杭を輸入して建築された。こうして1894年に現在の大さん橋の前身となる｢鉄桟橋」が完成した。鉄桟橋は陸地からの総延長738メートル、桟橋部分は457メートル、幅19.2メートルの当時の技術で最先端を行く近代埠頭であった。
鉄桟橋の完成を見たものの、横浜港の貨物取扱量は近代日本の急成長とともにさらに急増し、外航路客船はともかく、依然として艀荷役に依存せざるを得ない状況であった。これは貨物滞留や物流遅延を招き、横浜経済界からも更なる横浜港拡充の要請が強まっていった。これが横浜築港第二期工事と繋がり、新港埠頭建設へと繋がっていった。
横浜築港第二期工事では｢鉄桟橋」も拡張され幅42.8メートルとなり、2つの木造2層型上屋が新設され、低層部は貨物倉庫、上層部は旅客施設や旅具検査場、ならびに電信電話設備や事務室が併設された。1913年に第二期工事は完成した。
こうして鉄桟橋は、外国航路の貨客船における日本の主要拠点となり、日本郵船・東洋汽船・大阪商船など日本海運業界の表玄関の一つとして利用され、外国海運業界の外国定期航路の拠点として活躍した。ヨーロッパ航路では英国P&O、北ドイツ・ロイド、フランス郵船、北米航路では米国太平洋郵船、カナダ太平洋汽船、アメリカンプレジデントラインズ等が定期航路を開設するようになった。
新港埠頭が完成すると、外国航路の一部を移譲した。新港埠頭4号岸壁は日本郵船の北米航路が使用し。9号岸壁は欧州航路が接岸する等鉄桟橋の負荷を緩和させた。鉄桟橋は外国籍船と日本郵船のシアトル航路が発着するようになった。新港埠頭4号岸壁からは、太平洋戦争後もシアトル航路に復帰した日本郵船の「氷川丸」が発着を続けた。氷川丸が1960年に最終航海を終了させるに伴い、新港埠頭の旅客業務も終了した。
鉄桟橋（後の大桟橋）を含む横浜港からは生糸や茶が主要な輸出品であり、大日本帝国に大きな外貨獲得機会をもたらした。生糸や茶貿易で大きく成長した横浜商社もあった。原三渓の歴史や、現在も観光名所である三渓園やシルクセンターに往事を偲ぶことができる。輸入品としては大豆、小麦、綿花、石炭等があった。

### 関東大震災による倒壊と復興
1923年9月1日の関東大震災により大桟橋は崩壊した。大桟橋には当時3隻の客船が接岸しており、カナダ太平洋汽船の「初代エンプレス・オブ・オーストラリア」の船長サミュエル・ロビンソンが当時の救出活動や罹災状況につき詳細な記録を残している。ロビンソンは被災者の船上への救出活動などで活躍し、紅綬褒章を受章したのをはじめ、各国でも救助活動を高く評価され勲章を与えられている。大桟橋の復旧は1923年10月から始まり、1925年9月には完成した。1928年までに2棟の上屋が建設され、チャータード銀行、香港上海銀行支店が開設され、帝国ホテル直営の桟橋レストランが開業した。
この頃から海運競争力維持や国威高揚も兼ねて日本船籍の新鋭客船新造が相次いだ。外国新造大型船も続々と入港するようになり、大桟橋は黄金期を迎え、多忙な桟橋となった。チャーリー・チャップリンの来日も大桟橋から始まるなど、大桟橋を場とした国際旅客の乗下船による文化交流が最も盛んな時代であったといえる。一方では、昭和恐慌により疲弊した農村部からの南米移民が急増した時代でもあり、大桟橋は南米移民の日本出発の最終拠点として、周辺の移民宿と共に歴史に大きな軌跡を残していくことになる。

### 太平洋戦争と連合国接収、接収解除
太平洋戦争終結により大桟橋は連合国に接収され、サウスピアと改称された。降伏文書調印のために米国戦艦「ミズーリ」に向かった重光葵外相も大桟橋から小型船に乗船している。連合国も連合国軍最高司令官総司令部 (GHQ) を当初置いたのも大桟橋に程近いホテルニューグランドであり、大桟橋が時代の節目で日本の歴史に深くかかわることが、横浜の開港以来の宿命を如実に表している。
大桟橋は1952年2月15日に接収解除となり、北アメリカ定期航路にはアメリカンプレジデントラインの｢プレジデント・ウィルソン」や「プレジデント・クリーブランド」、ヨーロッパ航路にはP&Oクルーズの「チューサン」、オリエントラインの｢オロンセイ」などが就航。日本郵船の「氷川丸」がシアトル航路に復活するなど、第二の盛時を迎えた。
また日本人の移民船として「ぶらじる丸」、「あるぜんちな丸」等が就航し、1960年代初頭までの戦前に続く第二次南米移民ブームを支えた。また後にソビエト連邦とのナホトカ定期航路も開設され、シベリア鉄道に乗継ぐことで、安価な旅費でのヨーロッパ渡航が人気を博した。
この頃の「氷川丸」でフルブライト留学生として渡米した人々も少なくなく、また宝塚歌劇団の渡米にも利用された。1968年4月には、世界一周クルーズ中のキュナード・ラインの「カロニア」が来航した（同船は出帆時に、港口の白灯台を薙倒す事故を起こした）。

### 東京オリンピックから1970年代初頭
1964年の東京オリンピックに合わせて3度目の大改修が行われた。国際船客ターミナルとしての高機能化が図られ、2階建国際船客ターミナルが完成した。1階部分に税関・出入国管理・検疫施設を構え、2階部分に渡航旅客や歓送迎者用待合所や土産物店向け設備が整えられた。
自走式ボーディングブリッジにより、接岸船舶の高度差や位置に関わらず、ターミナルからの乗下船が容易になるなど、当時としては最高位の機能を備えていた。1970年には貨客船寄港数が過去最高となったが、海外渡航の主力は空路になっていた。大型旅客機ボーイング747就航による航空輸送力の増強や、海路旅行者の激減、1970年代初頭の石油危機による原油価格高騰により、外航貨客船航路は急速に衰退した。
1973年には、「あるぜんちな丸」の最終航海によって、1世紀に渡る海外移民航路が終焉した。一方1975年3月には、「クイーン・エリザベス2」が初入港し、空前の52万人の見物客で溢れ返った。以降、大桟橋に寄港する客船は、全てがクルーズ客船となり「ロイヤルバイキングスター」「キャンベラ」「ロッテルダム」が、主に横浜を寄港地とするようになった。
特筆すべきは、旧ソ連極東船舶公社がナホトカ定期航路を持続運用し、1980年代全体を通して、横浜港を国際旅客定期航路保有の港としての威容を保った。

### 1980年代から現在

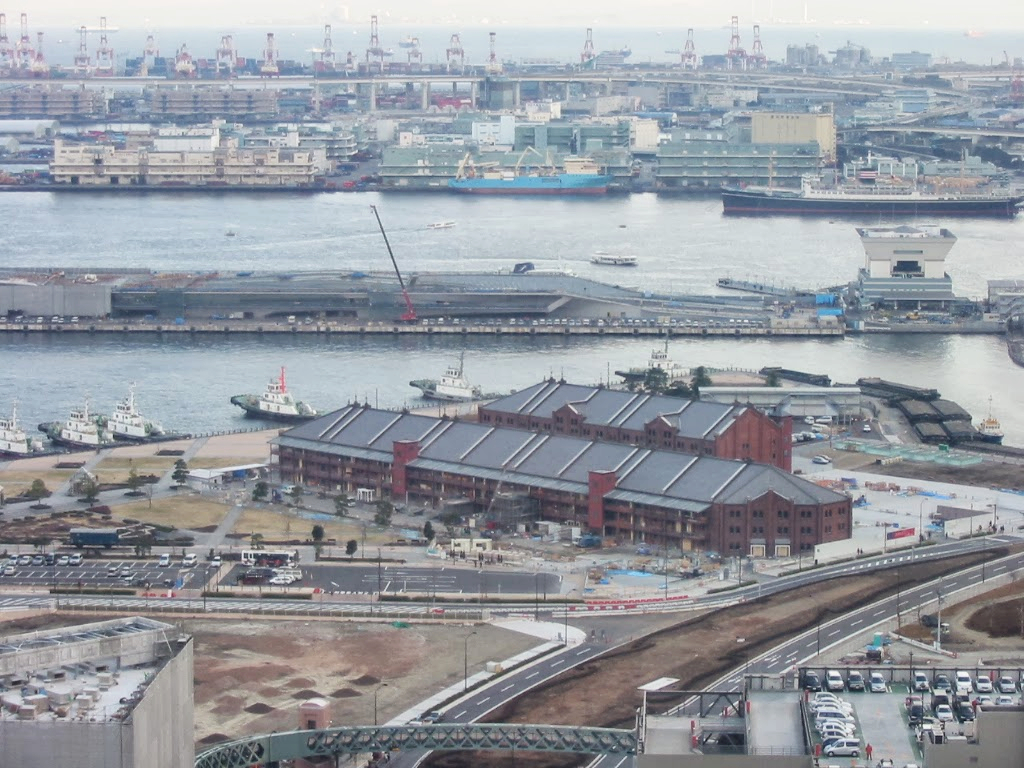
改修工事中の大さん橋、手前は横浜赤レンガ倉庫（2002年2月）

1980年代から、斜陽化する海運旅客事業を憂う声がある一方、クルーズ産業の興隆という新しいクルーズ客船の在り方が脚光を浴び始め、日本の経済成長に伴い、日本市場のクルーズ人口も拡大してきた。船舶の巨大化と、大桟橋そのものが設備更新時期を迎え、1989年から大桟橋改修事業が着手され、2002年に新たな大さん橋国際船客ターミナルが完成した。
設計は、国際コンペ660件の応募から、アレハンドロ・ザエラ・ポロとファッシド・ムサヴィの設計が選定された。構造は地下1階地上2階建の鉄筋コンクリート造となっており、全床面積は44,000平方メートルとなっている。1階は約400台の普通車に対応する駐車場、2階は出入国ロビーとしてインフォメーション・発券所・船客待合場所・店舗・レストラン・CIQ施設を備える。
また第1と第2ホールを備え、多目的に利用できるスペースを確保している。A、Bバースは延長450m、水深12mを備え、C、Dバースは延長450m、水深10〜11mとなっており3万トンクラスの客船は4隻、より大きな客船は同時2隻着岸が可能となった。バリアフリー型渡船橋4基装備により、今後のクルーズ客船増加に対応できる埠頭として整備された。
建物2Fや屋上床はブラジル産イペを使用したウッドデッキになっており、さらに天然芝の緑地を設けてある。接岸船舶からの眺望や周辺空間の眺望を遮らないことを考慮し、比較的低層構造となっている。2000年代から横浜市からも積極的な客船誘致を行い、2011年の年間客船入港数は全国港湾の中で9年連続の1位となった。大さん橋の稼働能力を活かすため、より一層のクルーズ客船寄港誘致を進め、港湾機能の維持拡大や港勢拡大を行い、乗船客および観光集客増に結び付け、地域経済の発展に寄与させることが課題となっている。
2017年1月には訪日クルーズ客の増加を見込み、国土交通省が官民連携により施設整備を行う「国際クルーズ拠点」の一つとして、横浜港の大さん橋と新港地区を選定した。大さん橋では郵船クルーズが旅客ターミナル内に待合ラウンジを整備する計画で、同社のクルーズ客船「飛鳥II」による岸壁の優先使用（15年〜20年間）が認められることとなった。その後2019年4月12日より上級船室利用者向けの「アスカラウンジ」として開業した。

## パナマックス問題
クルーズ客船の寄港誘致が課題であるが、2000年代の超大型クルーズ船（海面上の高さ〈マスト高〉がパナマックスの高さ制限である57.91mクラス）が横浜ベイブリッジ下（主塔高175m・主塔上端から道路部まで120m=海面から道路部までの高さ約55m）のクリアランス（船が通過できる高さ）を達成できないため、大さん橋に着岸できない。そのため、2009年と2010年の「クイーン・メリー2」の横浜港寄港では、旅客用の大さん橋ではなく、貨物埠頭である大黒埠頭に着岸した。
しかし、本来は貨物埠頭の上、横浜市の中心部である中区から離れているため、横浜への滞在時間が短くなってしまう搭乗客からの不満から、キュナード・ラインは「クイーン・メリー2」の日本寄港地を大阪港に変更したため、横浜市民からはこれを憂う声が高まった。その後、キュナード・ラインは2014年に「クイーン・エリザベス」を寄港させ、干潮時に横浜ベイブリッジを通過することで、大さん橋への接岸を可能にした。
横浜港における横浜ベイブリッジをくぐれない超大型クルーズ船問題の抜本的な解決策として、横浜市では横浜ベイブリッジ外側にある本牧埠頭や大黒埠頭の岸壁を超大型クルーズ船（海面上の高さ〈マスト高〉が55m以上の船）に対応した「客船ターミナル」として再整備する方針を示しており、さらに新港埠頭や山下埠頭にも客船ターミナルを整備することで、今後のクルーズ客船需要を取り込み、市内観光の活性化に繋げるための検討が進められている。2017年からは大黒埠頭にて超大型船への対応を目的とした改良工事に着手し、CIQ施設など新設した上で2019年4月19日より運用を開始した。

## 横浜港大さん橋国際客船ターミナル

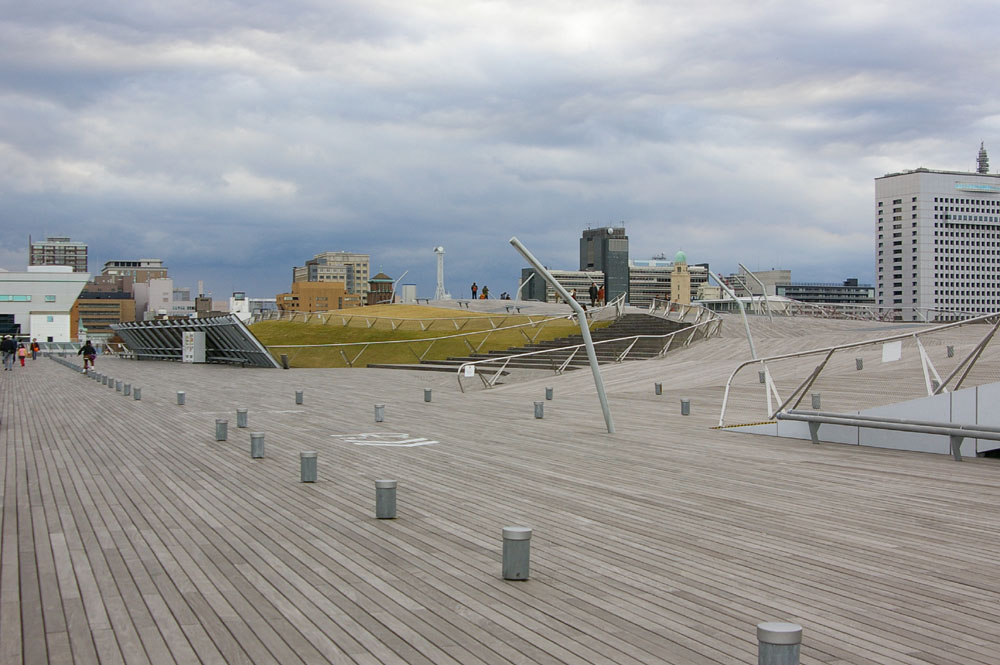
上部

横浜港大さん橋国際客船ターミナルは、横浜港で大型客船が複数同時着岸できる主要旅客ターミナルとして建設された。「クイーン・エリザベス2」クラスの客船が2隻同時着岸できる。また3万トン以下クラスの客船であれば4隻同時着岸が可能であり、その規模は神戸港の新港第四突堤（神戸ポートターミナル）に次ぐ。建物は、内部に柱・梁がなく、また階段が無くスロープやエレベータで昇り降りする非常に先取的構造となっている。また、屋上はウッドデッキおよび芝生広場となっており、24時間自由に出入りできる、公園のような場所となっている。

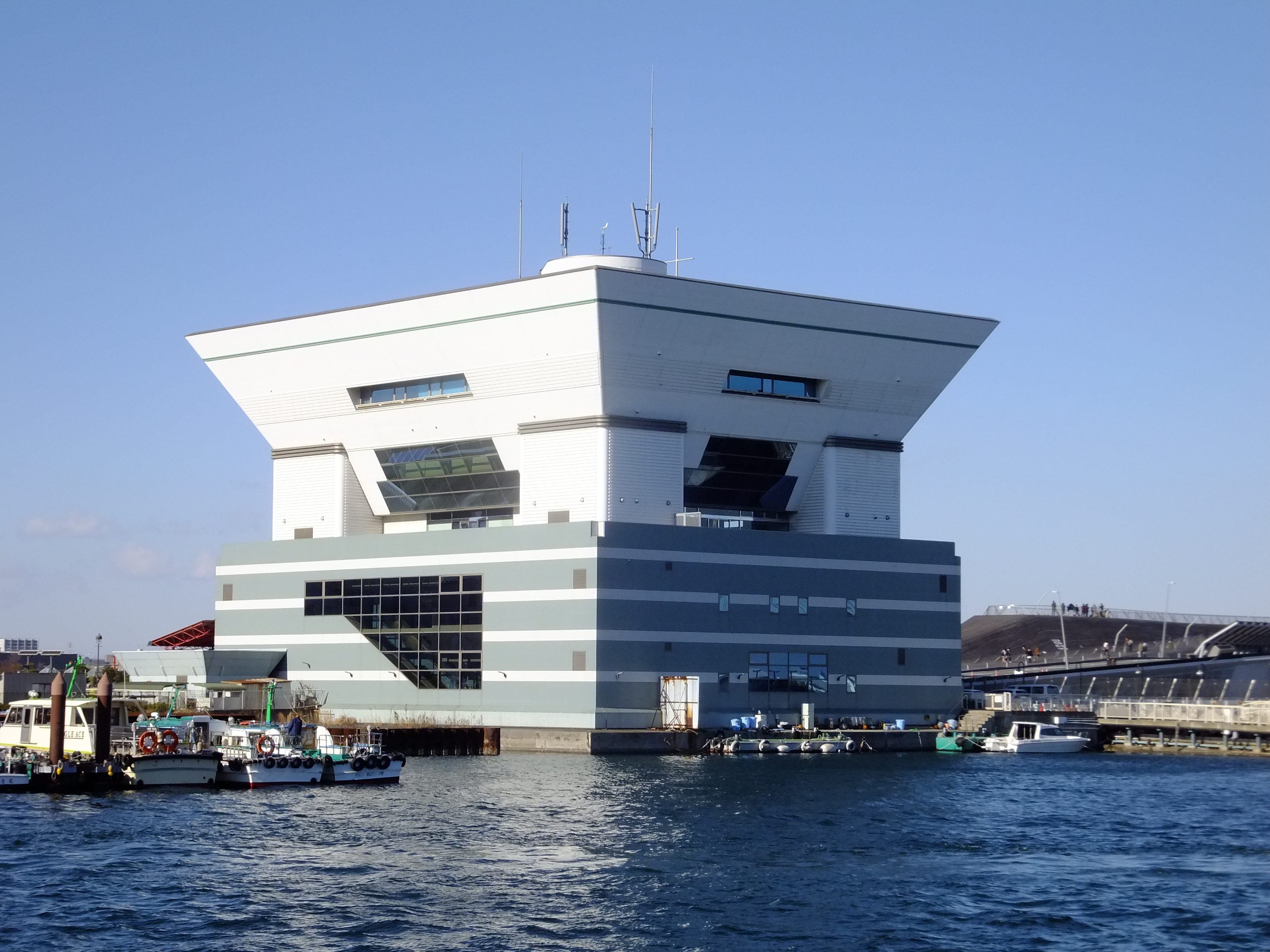
大さん橋ふ頭ビル

大さん橋は海路からの出入国の場であり、横浜港や横浜税関を経由する旅客の出入国の場である。現在でも外国航路に出るクルーズ客船に乗下船する際は、ここで通関や出入国手続きや手荷物検査を行う。乗下船は基本的にはボーディング・ブリッジを使用してターミナルを経由して行うが、寄港するだけの場合はツアーバスを停めるスペースの関係上、タラップを使用しての岸壁経由となる。
大さん橋は国内離島航路もあり、伊豆諸島に向かう東海汽船の定期航路の発着場としても広く利用されている。また時季によっては、伊豆諸島航路の帰路に便乗する形で、東京港の竹芝埠頭への夜景クルーズが利用できる。
一帯はみなとオアシスの登録をしていて、ターミナルはみなとオアシス横浜港の代表施設である。

## 大さん橋ホール

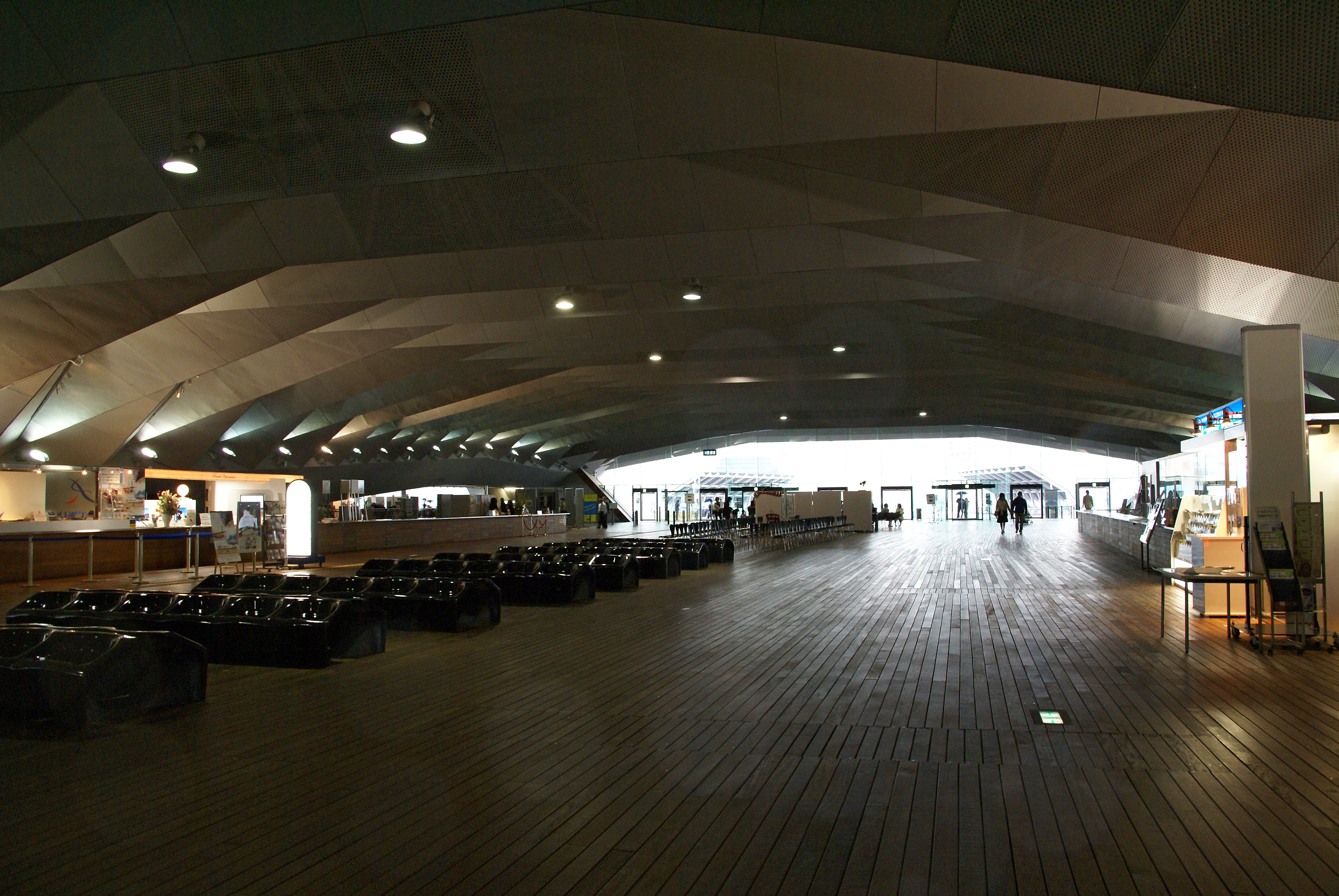
ホール内部

大さん橋ホールは、大さん橋の2Fの奥に位置する多目的ホールである。相鉄企業・横浜港振興協会・相鉄エージェンシー共同事業体が管理・運営している。床面・壁面はウッドデッキ仕上げ、正面奥は強化ガラスウォールであり、横浜ベイブリッジ方面を望むことができる。広さは約2,000m2であり、天井高は6.5〜7.5mある。最大で1,200名の収容が可能であり、屋上フリースペースから連続した空間としての利用も可能である。
プロレスなど各種格闘技の試合会場としても使用されており、豊田真奈美がこの地で引退試合を行っている。また、朱孝天のアルバム『On Ken's Time』に収録されている「La La La」や茅原実里「ZONE//ALONE」のミュージックビデオなど撮影地としても用いられる。

## 新しい愛称「くじらのせなか」
大さん橋屋上のフリースペースは、大型客船の入出港時等は多くの見物客で賑わい、今や横浜の一大観光スポットとなっているが、このスペースをより親しみやすい場所に育てるべく、2006年に横浜市港湾局が愛称を一般から公募した。その結果、大さん橋全体を大きなクジラに見立てイメージされた「くじらのせなか」が選定され、同年12月に公式な愛称となった。「屋上広場の特徴をよく表し『海に浮かぶ雄大なくじら』をイメージさせる。また、子供達に親しみやすく、わかりやすく、かつユニークである。」という選定理由から上述の名称となった。
なお、この愛称を派生させる形で、大さん橋の室内部分が「くじらのおなか」と呼ばれるケースも生じており、例えばミニコンサート等のイベントが行われる場合、「くじらのおなかコンサート」といった言葉の用いられ方がなされている。

## 交通
- 観光スポット周遊バスあかいくつ「大さん橋客船ターミナル」バス停前。
- 横浜市営バス26系統「大桟橋」バス停から徒歩3分。
- みなとみらい線日本大通り駅から徒歩7分。
  - なお、日本大通り駅の正式名称は「日本大通り（県庁・大さん橋）駅」という[39]。
- JR根岸線・市営地下鉄ブルーライン関内駅から徒歩15分。
- 運河パーク乗船所より京浜フェリーボートの水上バスで35分[40]。

## ギャラリー

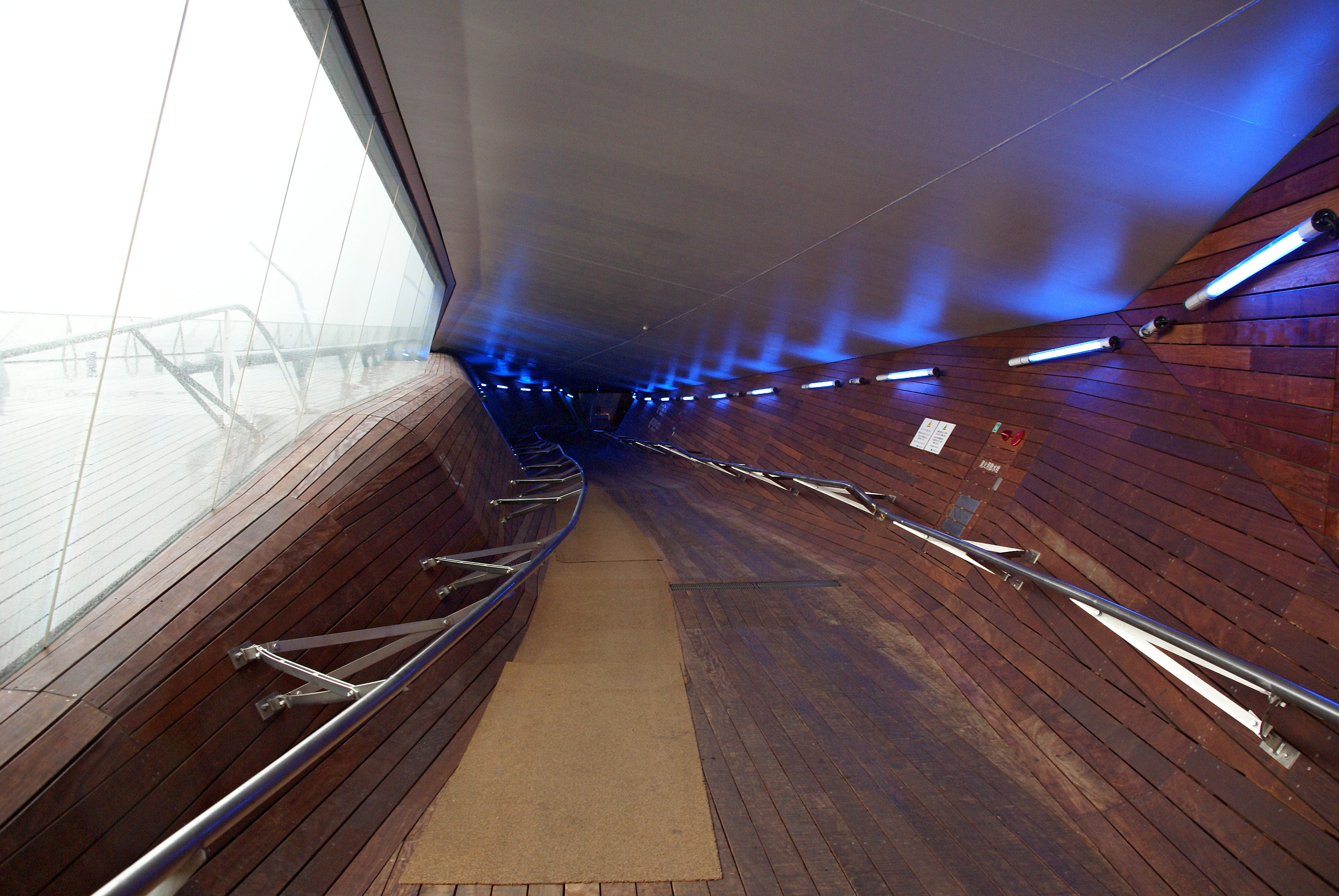
上部から内部へのスロープ
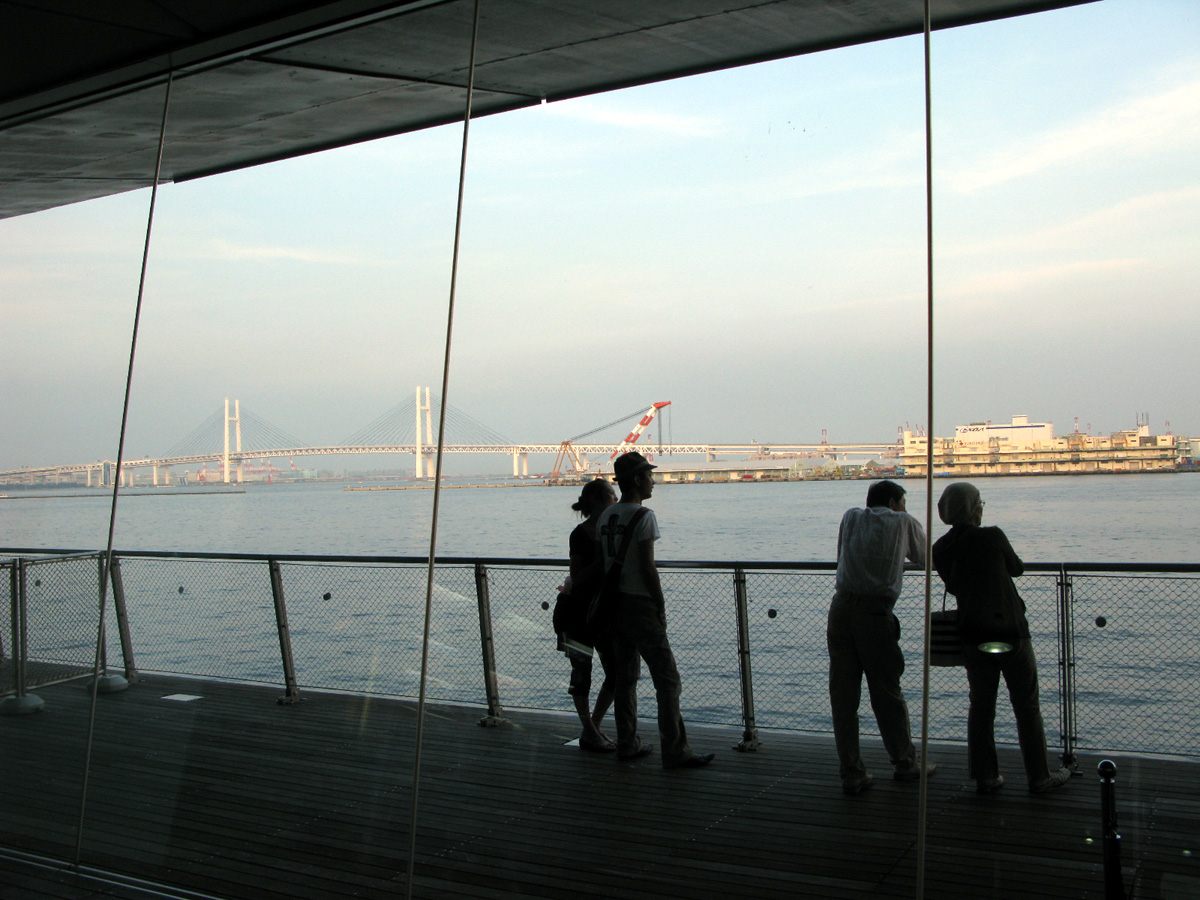
大さん橋から見た横浜ベイブリッジ
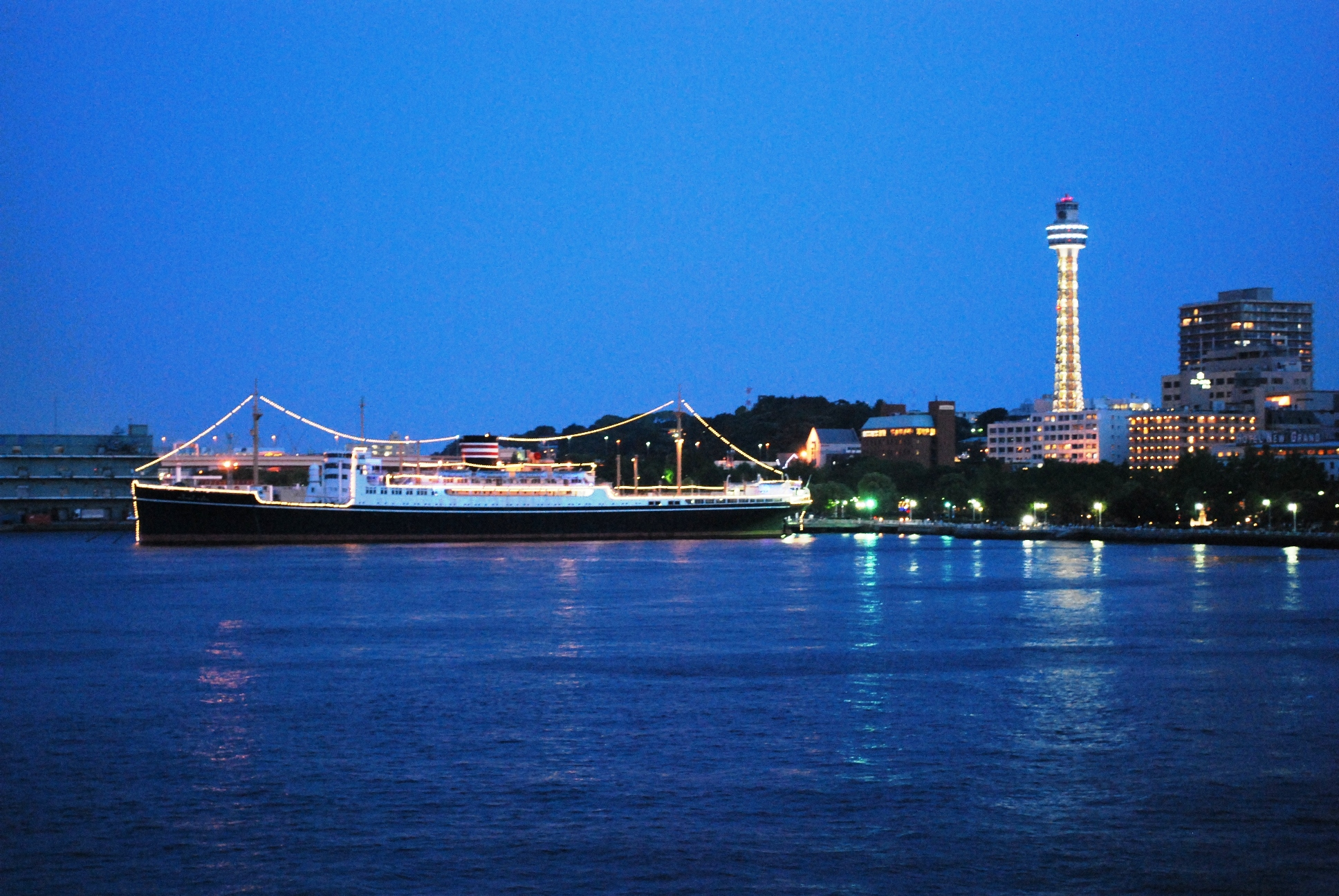
大さん橋から見た氷川丸とマリンタワー
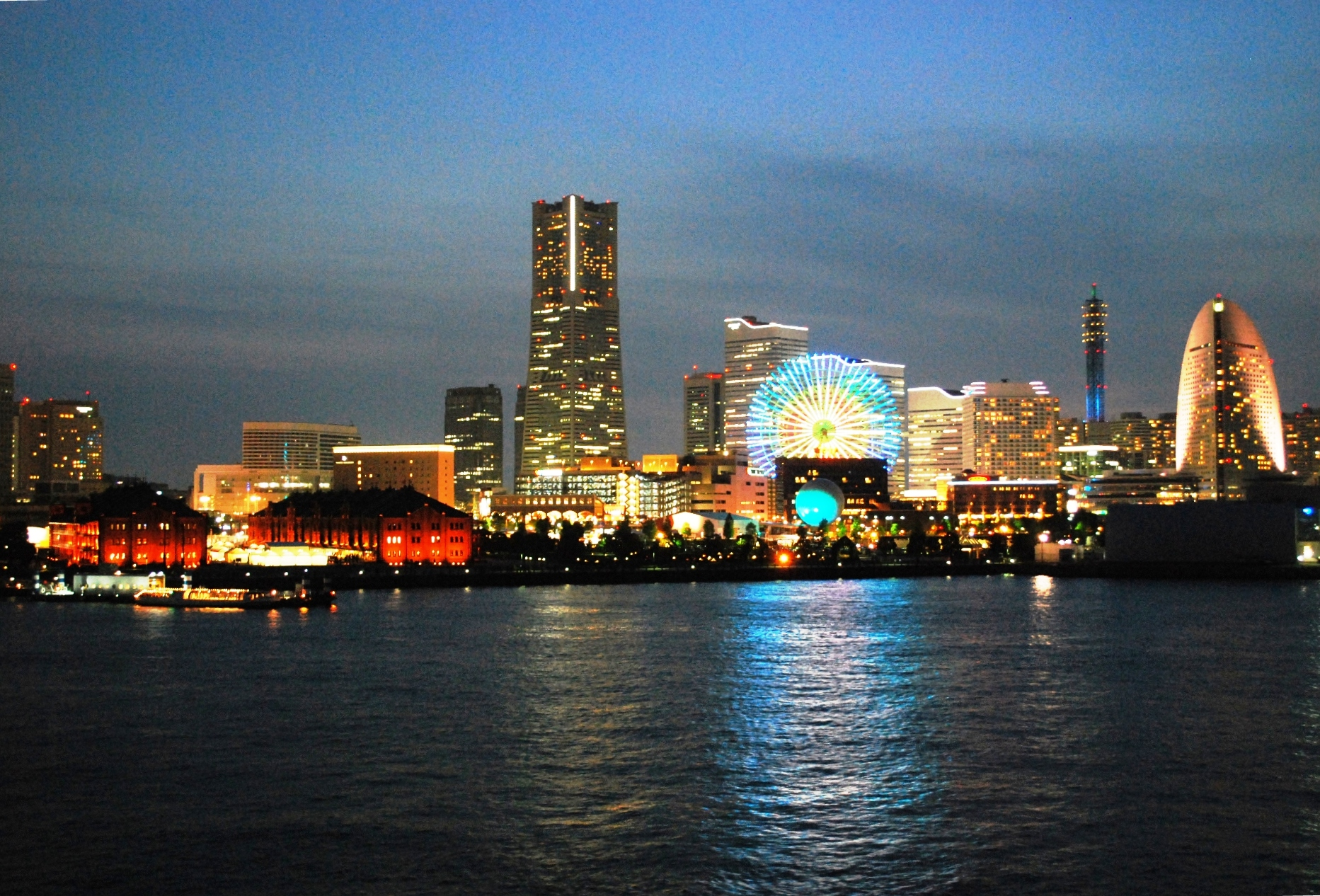
大さん橋から見たみなとみらい21
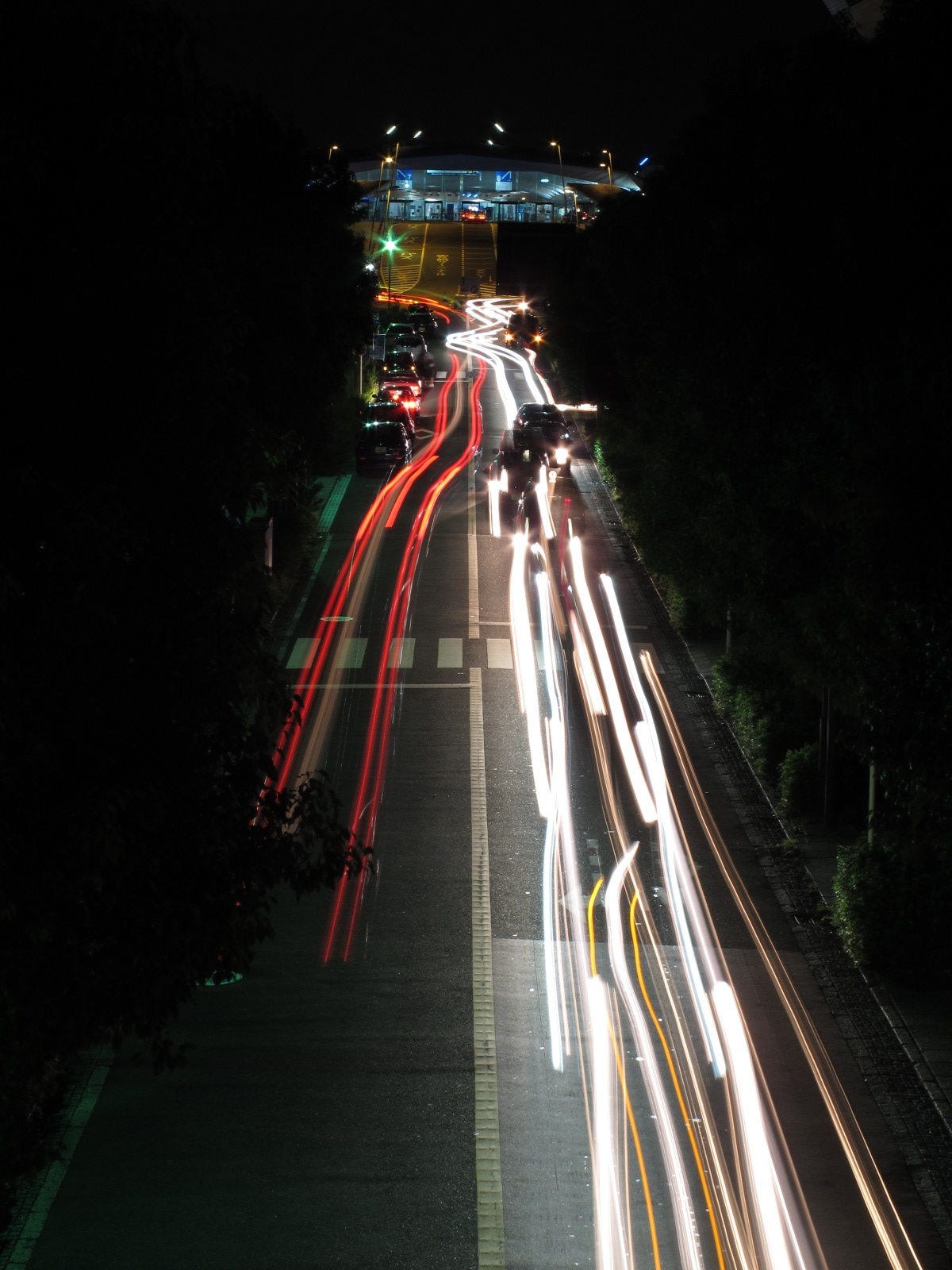
画面奧が大さん橋。施設内の駐車場は24時間利用が可能なため、週末は車の出入りが多い

## 周辺
- 山下公園
- 横浜マリンタワー
- 横浜赤レンガ倉庫
- 象の鼻パーク
- みなとみらい21
- 横浜開港資料館
- 開港広場公園
- シルクセンター
- ジャパンエキスプレスビル
- 横浜貿易会館

## 舞台となった作品
※発表年順

### 映画
- 組織暴力（1967年）

### ゲーム
- beatmania IIDX 11 IIDX RED（2004年）